# Kloster Zarrentin

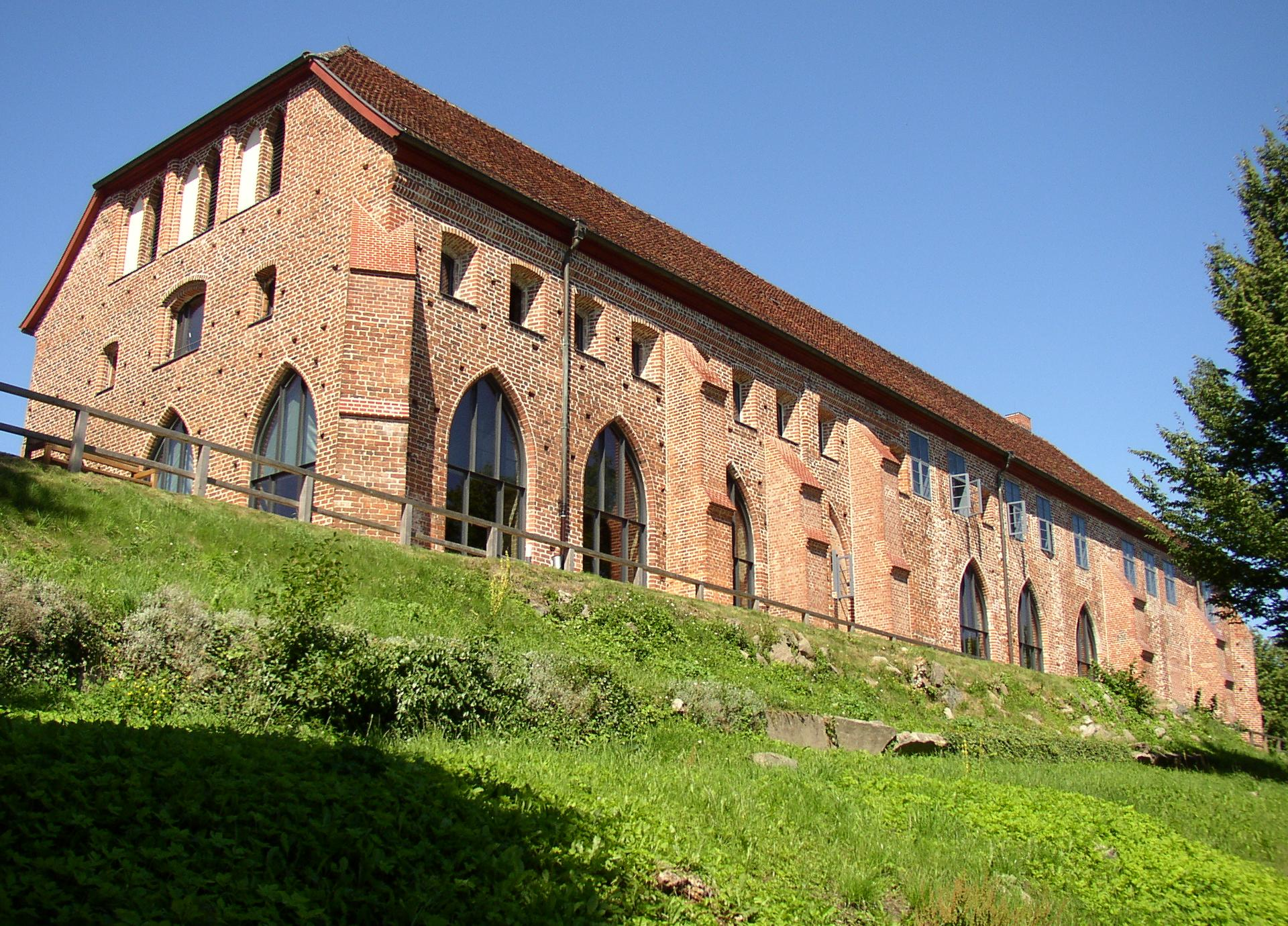
Seeseite des erhaltenen Ostflügels

Das Zisterzienserinnenkloster in Zarrentin am Schaalsee (Mecklenburg-Vorpommern) wurde 1246 gegründet und 1553 aufgelöst. Das Gebäude beherbergt im Kreuzgang eine Dauerausstellung, die einen unmittelbaren Bezug zum Kloster und seiner Geschichte hat.

## Geschichte

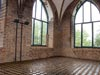
Refektorium

### Gründung
1246 gründeten die Gräfin Audacia und ihr Sohn, der spätere Graf Gunzelin III. von Schwerin ein Zisterzienserinnenkloster und statteten es mit 60 Hufen Land im Raum Neustadt-Glewe – Wöbbelin – Grabow aus. Doch man fand zunächst keinen geeigneten Ort für den Klosterbau, bis sich 1251 die Gelegenheit bot, die Besitzungen des Klosters gegen einen Rittersitz und elf Hufen in Zarrentin und Umgebung einzutauschen und das Kloster an den Schaalsee zu verlegen. 1252 bestätigte der Ratzeburger Bischof Friedrich die Stiftung des Klosters und stellte es unter den Schutz der Apostel Petrus und Paulus. 1255 gab Papst Alexander IV. dem Kloster in einem Schutzbrief den Namen Himmelpforte, der sich jedoch nicht durchsetzte und in Vergessenheit geriet.

### Entwicklung
Das Nonnenkloster konnte sich im Vergleich zu anderen Klöstern des 13. und 14. Jahrhunderts an Reichtum und Macht nur bedingt messen. Immerhin besaß es 21 Dörfer und 9 Mühlen zeitweise oder ständig, es bezog aus weiteren Dörfern Abgaben in Geld und Naturalien und war mit verschiedenen Privilegien ausgestattet. Das Kloster war den Töchtern der mecklenburgischen Fürsten und des Adels sowie Lübecker Patrizierfamilien vorbehalten. Für die Verdienste des Klosters sprechen die klostereigenen Mühlen, die Klosterbrauerei, die Anlage von Küchen- und Obstgärten, sowie sein Wirken als Bildungs- und Erziehungsstätte.

### Reformation und Aufhebung
1553 erfolgte auf Befehl des Herzogs Johann Albrecht I. von Mecklenburg die Auflösung des Klosters. Die Güter wurden dem Domanium zugeschlagen. Die Nonnen wurden abgefunden, konnten aber weiter auf Lebenszeit im Kloster frei wohnen. Auch Gartennutzung und freie Holzung zur Feuerung sicherte man ihnen zu. 1578 lebte im Kloster noch eine Nonne, Margareta Pentz.

### Nachnutzung
Nach der Reformation diente das Kloster verschiedenen Zwecken. Die Kirche dient bis heute der Gemeinde Zarrentin als Pfarrkirche. Die Klosteranlage wird 1576 als verfallen geschildert und wurde bis den heute noch stehenden Ostflügel abgetragen. Dieser wurde als Kornspeicher und Brauhaus genutzt, 1576 sind auch herzogliche Gemächer ausgewiesen.
Es war Amtsbrauerei und -brennerei, Sitz der Amtsverwaltung und des Amtsgerichtes, der Südteil diente als Hengstdepot und Jugendherberge, letztlich wurden daraus Wohnungen und kommunale Einrichtungen wie Kindergarten, Jugendclub, Stadtbibliothek und Heimatstube.

## Gebäude

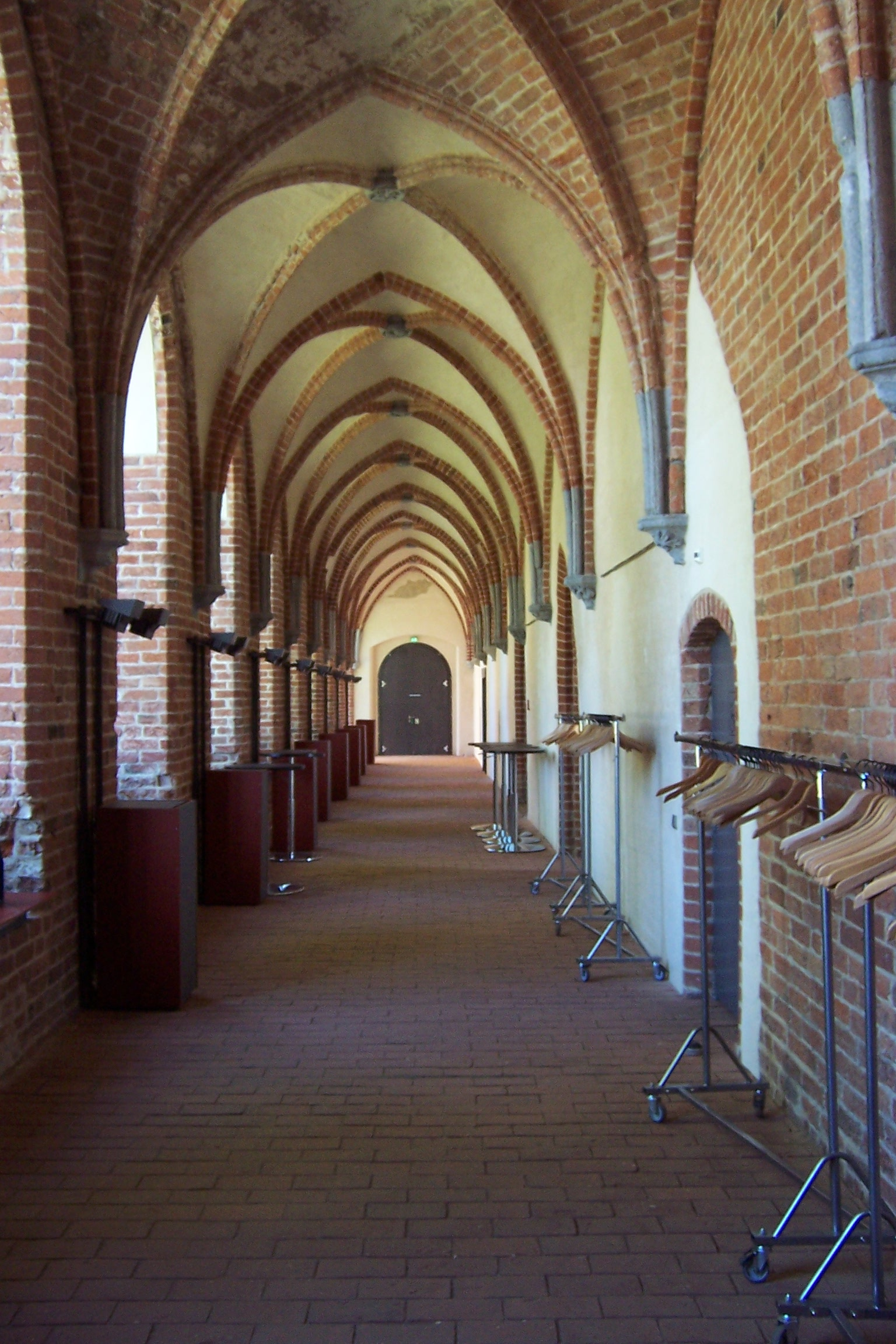
Klostergang

Ursprünglich bildete die Klosteranlage zusammen mit der Kirche Zarrentin ein geschlossenes, leicht trapezförmiges Rechteck mit einem vierseitigen Kreuzgang um den Innenhof. In diesem befand sich der Nonnenfriedhof. Die Gebäude des Süd- und Westflügels wurden bereits 1576 als baufällig geschildert und bald danach abgerissen. Erhalten blieb bis heute der gotische Ostflügel, dessen Längsseite parallel zum Ufer des Schaalsees verläuft. Vollständig erhalten sind die Kreuzrippengewölbe mit z. T. kunstvoll gestalteten Schlusssteinen und Konsolen.

### Nutzung
Der Ostflügel an der steilen Hangkante zum Schaalsee wurde von 1992/98 bis 2006 nach Plänen der Architekten Krug und Schwinghammer (Kiel) im Rahmen der Städtebauförderung umfassend saniert. Die Raumfolge in ihrem Inneren lässt den wesentlichen Eindruck der Vielfalt der Baugeschichten erkennen.
Genutzt wir der Ostflügel für Veranstaltungszentrum, u. a. auch der Festspiele Mecklenburg-Vorpommern, Heimatmuseum und Bibliothek. Die Fläche des ehemaligen Kreuzganges ist heute eine Grünfläche. Der Umbau wurde 2008 durch eine Belobigung beim Landesbaupreis Mecklenburg-Vorpommern ausgezeichnet.
Der Klosterverein von 1991, bis 2004 unter Leitung von Christoph Prösch, begleitet(e) die Sanierung und die weiteren Aktivitäten.
Der Ostflügel steht unter Denkmalschutz: Siehe Klosteranlage mit östlichem Klosterflügel und Scheune (Turnhalle).

## Persönlichkeiten
Namen und Jahreszahlen bezeichnen die nachweisbare Erwähnung als Propst, Provisor und Äbtissin.

### Propst
- 1252 Conradus
- 1257 Johannes
- 1271 Ludolphus
- 1277 Hermannus
- 1284 Florentius
- 1300 Hermannus
- 1309 Johannes

### Äbtissin
- 1309–1317 Margaretha (von Dänemark)
- 1318–1319 Bertradis
- 1326–1331 Bertha von Lützow
- 1333–1370 Audacia, Tochter des Grafen Nicolaus von Schwerin.
- 1373–1389 Katharina von Werle, Witwe Herzog Albrechts IV. von Sachsen-Lauenburg.

### Gedruckte Quelle
- Mecklenburgisches Urkundenbuch (MJB)
- Mecklenburgische Jahrbücher (MJB)

### Ungedruckte Quellen
Landeshauptarchiv Schwerin (LHAS)
- LHAS 1.5-4 Urkunden Kloster Zarrentin.
- LHAS 2.12-3/2 Klöster und Ritterorden.
- LHAS 2.12-3/5 Kirchenvisitationen.

Stadtarchiv Mölln
- Urkunden Nr. 109.